# 王越 (1961年)
王越（1961年9月—），男，汉族，山东沾化人，中华人民共和国政治人物，曾任重庆市綦江县委书记、沙坪坝区委书记，重庆市人大常委会副主任，第十一届全国人民代表大会重庆地区代表。

## 生平
1981年4月加入中国共产党。2005年毕业于西南农业大学农业经济管理专业。2008年起担任全国人大代表。2013年至2018年3月，擔任沙坪坝区委书记。2018年1月，当选为重庆市人大常委会副主任。2023年，换届卸任重庆市人大常委会副主任职务